# Футані
Футані (італ. Futani, сиц. Futani) — муніципалітет в Італії, у регіоні Кампанія, провінція Салерно.
Футані розташоване на відстані близько 310 км на південний схід від Рима, 120 км на південний схід від Неаполя, 80 км на південний схід від Салерно.
Населення — 1228 осіб (2014).

## Демографія
Населення за роками:

Станом на 1 січня 2023 року в муніципалітеті офіційно проживали 52 іноземці з 10 країн, серед них 26 громадян країн Євросоюзу.

## Сусідні муніципалітети
- Черазо
- Куккаро-Ветере
- Монтано-Антілія
- Нові-Велія
- Сан-Мауро-ла-Брука